# Сислы Исландии

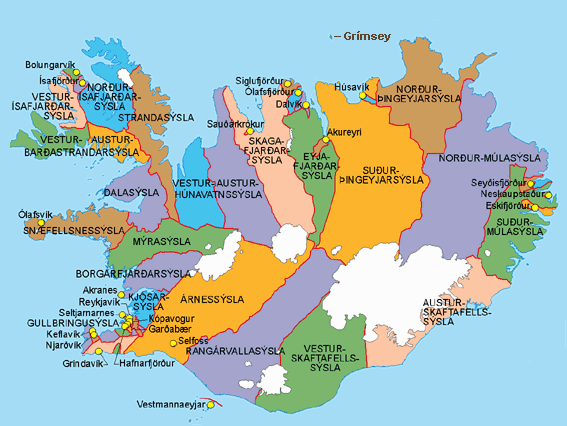
Сислы Исландии в 1988 году

Сислы Исландии (исл. Sýslur Íslands) — бывшие административные единицы в Исландии. Сислы в Исландии существовали со времен заселения и не исчезли даже тогда, когда Исландия перешла под власть короля Норвегии в XIII веке. Управлялись сислы сислюманами, в котором они отвечали за сбор пошлин, налогов и пеней, соблюдение законов и оборону, проводил суды и назначал присяжных.
Подразделялись сислы на общины (хреппюр — исл. hreppur), при этом поселения (кёйпстадюр — исл. kaupstaður) получившие торговые права у короля Дании), обладали определенным самоуправлением, в состав сисл не входили и власти сислумадюра не подчинялись.
Несмотря на то, что сислы были упразднены и больше не являются административно-территориальными единицами в Исландии, это название по-прежнему используется в повседневной речи, статистике и литературе, когда речь идёт о конкретных географических областях. В частности, исландская государственная база данных Сарпюр, которая обеспечивает доступ к реестрам ресурсов многих исландских музеев, с более чем  1,2 млн записей, присваивает музейным единицам хранения, памятниками и прочим культурным ценностям географическое положение по сислам.
Отдел географических названий Института исландских исследований имени Арни Магнуссона (бывший Институт географических названий в Исландии) классифицирует географические названия в соответствии с системой, основанной на делении Исландии на сислы и хреппюры (общины), как это было примерно в 1970 году. По их мнению такая система деления страны является более удобной для исследований, так как современные административные единицы Исландии (регионы и общины) сильно отличаются по размеру и с такой системой труднее иметь дело.
В первой половине XVII века в Исландии было 19 сисл, а в 2014 году, когда они были полностью упразднены как административные единицы, насчитывалось 23 сислы. 
| Русское название                  | Исландское название          | Общины | Площадь (km²) | Регион     |
| --------------------------------- | ---------------------------- | --- | ------------- | ---------- |
| Аурнессисла                       | Árnessýsla                   | Гёйльверьябайярхреппюр, Стоксейрархреппюр, Эйрарбаккахреппюр, Сандвикюрхреппюр, Сельфоссхреппюр, Хрёйнгердисхреппюр, Видлингахольтсхреппюр, Скейдахреппюр, Гнупверьяхреппюр, Хрюнаманнахреппюр, Бискупстунгнахреппюр, Лёйгардальсхреппюр, Гримснесхреппюр, Тингвадлахреппюр, Грабнингсхреппюр, Хверагердисхреппюр, Эльвюсхреппюр, Сельвогсхреппюр | 7932          | Сюдюрланд  |
| Эйстюр-Бардастрандарсисла         | Barðastrandarsýsla           | Гейрадальсхреппюр, Рейкхоулахреппюр, Гювюдальсхреппюр, Мулахреппюр, Флатейярхреппюр | 1074          | Вестфирдир |
| Эйстюр-Хунаватнссисла             | Austur-Húnavatnssýsla        | Аусхреппюр, Свейнстадахреппюр, Торвалайкьярхреппюр, Блёндюоусхреппюр, Свинаватнсхреппюр, Боульстадархлидархреппюр, Эйнгихлидархреппюр, Виндхайлисхреппюр, Хёвдахреппюр, Скагахреппюр | 4295          | Нордюрланд |
| Эйстюр-Скабтафедльссисла          | Austur-Skaftafellssýsla      | Байярхреппюр, Несьяхреппюр, Хабнархреппюр, Мирахреппюр, Боргархабнархреппюр, Хобсхреппюр | 3041          | Эйстюрланд |
| Боргарфьярдарсисла                | Borgarfjarðarsýsla           | Хвальфьярдарстрандархреппюр, Скильманнахреппюр, Иннри-Акранесхреппюр, Лейрар-ог-Малахреппюр, Андакильсхреппюр, Скоррадальсхреппюр, Люндаррейкьярдальсхреппюр, Рейкхольстдальсхреппюр, Хаульсахреппюр | 1786          | Вестюрланд |
| Даласисла                         | Dalasýsla                    | Хёрдюдальсхреппюр, Миддалахреппюр, Хёйкадальсхреппюр, Лахсаурдальсхреппюр, Хваммсхреппюр, Федльсстрандархреппюр, Клобнингсхреппюр, Скардсхреппюр, Сёйрбайярхреппюр | 2078          | Вестюрланд |
| Эйяфьярдарсисла                   | Eyjafjarðarsýsla             | Гримсейярхреппюр, Сварвадардальсхреппюр, Дальвикюрхреппюр, Хрисейярхреппюр, Аурскоугсхреппюр, Аднарнесхреппюр, Скридюхреппюр, Эхснадальсхреппюр, Глайсибайярхреппюр, Храбнагильсхреппюр, Сёйрбайярхреппюр, Эйнгюльстадахреппюр | 4089          | Нордюрланд |
| Гюдльбрингюсисла                  | Gullbringusýsla              | Гриндавикюрхреппюр, Хабнархреппюр, Миднесхреппюр, Гердахреппюр, Ньярдвикюрхреппюр, Ватнслейсюстрандархреппюр, Гардахреппюр, Бессастадаstaðaхреппюр | 1216          | Вестюрланд |
| Кьоусарсисла                      | Kjósarsýsla                  | Сельтьяднарнесхреппюр, Мосфедльсхреппюр, Кьяларнесхреппюр, Кьоусархреппюр | 664           | Вестюрланд |
| Мирасисла                         | Mýrasýsla                    | Хвитаурсидюхреппюр, Твераурхлидархреппюр, Нордюраурдальсхреппюр, Стабхольтстунгнахреппюр, Боргархреппюр, Боргарнесхреппюр, Аульфтанесхреппюр, Хрёйнхреппюр | 3092          | Вестюрланд |
| Нордюр-Исафьярдарсисла            | Norður-Ísafjarðarsýsla       | Хоульсхреппюр, Эйрархреппюр, Судавикюрхреппюр, Эгюрхреппюр, Рейкьяфьярдархреппюр, Нёйтейрархреппюр, Снайфьядлахреппюр | 1958          | Вестфирдир |
| Нордюр-Муласисла                  | Norður-Múlasýsla             | Скеггьястадахреппюр, Вопнафьярдархреппюр, Хлидархреппюр, Йёкюльдальсхреппюр, Фльоутсдальсхреппюр, Федлахреппюр, Хроуарстунгюхреппюр (Тунгюхреппюр), Хьяльтастадахреппюр, Боргарфьярдархреппюр, Лодмюндарфьярдархреппюр, Сейдисфьярдархреппюр | 10568         | Эйстюрланд |
| Нордюр-Тингейярсисла              | Norður-Þingeyjarsýsla        | Кельдюнесхреппюр, Эхсафьярдархреппюр, Фьядлахреппюр, Престхоулахреппюр, Рёйвархабнархреппюр, Свабардсхреппюр, Тоурсхабнархреппюр, Сёйданесхреппюр | 5393          | Нордюрланд |
| Раунгаурвадласисла                | Rangárvallasýsla             | Эйстюр-Эйяфьядлахреппюр, Вестюр-Эйяфьядлахреппюр, Эйстюр-Ландейяхреппюр, Вестюр-Ландейяхреппюр, Фльоутсхлидархреппюр, Хвольхреппюр, Раунгаурвадлахреппюр, Ландаманнахреппюр, Хольтахреппюр, Аусахреппюр, Дьюпаурхреппюр | 7365          | Сюдюрланд  |
| Скагафьярдарсисла                 | Skagafjardarsýsla            | Скевильсстадахреппюр, Скардсхреппюр, Стадархреппюр, Сейлюхреппюр, Литингсстадахреппюр, Акрахреппюр, Рипюрхреппюр, Видвикюрхреппюр, Хоулахреппюр, Ховсхреппюр, Ховсоусхреппюр, Федльсхреппюр, Хаганесхреппюр, Хольтсхреппюр | 5040          | Нордюрланд |
| Снайфедльснес-ог-Хнаппадальссисла | Snæfells- og Hnappadalssýsla | Кольбейнсстадахреппюр, Эйяхреппюр, Миклахольтсхреппюр, Стадарсвейт, Брейдювикюрхреппюр, Несхреппюр, Оулафсвикюрхреппюр, Фроудаурхреппюр, Эйрарсвейт, Хельгафедльссвейт, Стиккисхоульмсхреппюр, Скоугарстрандархреппюр | 2163          | Вестюрланд |
| Страндасисла                      | Strandasýsla                 | Аурнесхреппюр, Кальдрананесхреппюр, Хроуфбергсхреппюр, Хоульмавикюрхреппюр, Киркьюбоульсхреппюр, Федльсхреппюр, Оуспаксейрархреппюр, Байярхреппюр | 3465          | Вестфирдир |
| Сюдюр-Муласисла                   | Suður-Múlasýsla              | Скриддальсхреппюр, Вадлахреппюр, Эйильсстадахреппюр, Эйдахреппюр, Мьоуафьярдархреппюр, Нордфьярдархреппюр, Хельгюстадахреппюр, Эскифьярдархреппюр, Рейдарфьярдархреппюр, Фаускрудсфьярдархреппюр, будахреппюр, Стёдвархреппюр, Брейддальсхреппюр, Берюнесхреппюр, Буландсхреппюр, Гейтхедльнахреппюр                                              | 3970          | Эйстюрланд |
| Сюдюр-Тингейярсисла               | Suður-Þingeyjarsýsla         | Свальбардсстрандархреппюр, Гритюбаккахреппюр, Флатейярхреппюр, Хаульсхреппюр, Льоусаватнсхреппюр, Баурддайлахреппюр, Скутюстадахреппюр, Рейкьядайлахреппюр, Адальдайлахреппюр, Рейкьяхреппюр, Тьёднесхреппюр | 11134         | Нордюрланд |
| Вестюр-Бардастрандарсисла         | Vestur-Barðastrandarsýsla    | Бардастрандархреппюр, Рёйдасандсхреппюр, Патрексхреппюр, Таулькнафьярдархреппюр, Кетильдалахреппюр, Сюдюрфьярдахреппюр | 1519          | Вестфирдир |
| Вестюр-Хунаватнссисла             | Vestur-Húnavatnssýsla        | Стадархреппюр, Фремри-Торвюстадархреппюр, Итри-Торвюстадархреппюр, Хвамстаунгахреппюр, Киркьюхвамсхреппюр, Твераурхреппюр, Торкельсхоульсхреппюр | 2663          | Нордюрланд |
| Вестюр-Исафьярдарсисла            | Vestur-Ísafjarðarsýsla       | Эйдкулюхреппюр, Тингейрархреппюр, Мирахреппюр, Мосвадлахреппюр, Флатейрархреппюр, Сюдюрейрархреппюр | 1221          | Вестфирдир |
| Вестюр-Скабтафедльссисла          | Vestur-Skaftafellssýsla      | Хёргсландсхреппюр, Киркьюбайярхреппюр, Скабтауртунгюхреппюр, Лейдвадлахреппюр, Аульфтаверсхреппюр, Хвамсхреппюр, Дирхоулахреппюр | 5663          | Сюдюрланд  |